# Olaf Paruzel
Olaf Paruzel (ur. 14 lipca 1988 w Zabrzu) – polski lekkoatleta, sprinter.

## Kariera sportowa
Reprezentant AZS-AWF Katowice jest wielokrotnym medalistą mistrzostw Polski w różnych kategoriach wiekowych. W 2009 został podwójnym młodzieżowym mistrzem kraju (bieg na 100 metrów & sztafeta 4 × 100 metrów) oraz sięgnął po brązowy medal rozegranych w Kownie młodzieżowych mistrzostw Europy w sztafecie 4 x 100 metrów. W 2010 i 2011 zdobył złote medale halowych mistrzostw Polski w biegu na 60 metrów. 27 maja 2010 uzyskał najlepszy w historii polskiej lekkoatletyki rezultat w biegu na 100 jardów – 9,74 s, pobity rok później przez Dariusza Kucia.
Członek grupy lekkoatletycznej Silesiathletics.

## Rekordy życiowe
- bieg na 100 metrów – 10,31 s. (23 sierpnia 2009, Częstochowa) – 20. wynik w historii polskiego sprintu[3]
- bieg na 200 metrów – 21,26 s. (2009)
- bieg na 50 metrów (hala) – 5,79 s. (2011)[4]
- bieg na 60 metrów (hala) – 6,70 s. (2011)